# بتل‌شیپ کلاس اوستاف
بتل‌شیپ کلاس اوستاف (به انگلیسی: Evstafi-class battleship) یک کلاس از کشتی است که طول آن ۳۸۵ فوت ۹ اینچ (۱۱۷٫۶ متر) می‌باشد.